# Сайда (губа)
Сайда — боковой рукав Кольского залива, расположенный 60 км севернее Мурманска. Около выхода из губы Сайда расположен город Гаджиево и военно-морская база Северного флота России.
В губе Сайда базировались подводные лодки 69-й бригады подводных лодок Северного флота, отправившиеся 1 октября 1962 к Кубе в рамках операции «Анадырь» (в ходе Карибского кризиса)

## Центр по обращению с радиоактивными отходами
В бухте на плаву хранилось большое количество реакторных отсеков утилизированных атомных подводных лодок. В связи с этим, доступ в акваторию залива возможен лишь по специальным разрешениям.
На месте одноимённого посёлка в 2004 году началось сооружение берегового хранилища реакторных отсеков утилизированных АПЛ Северного флота. Также ведётся строительство регионального центра по обращению и кондиционированию радиоактивных отходов. После ввода хранилища в эксплуатацию плавучие трёхотсечные блоки были разделаны до одноотсечных реакторных блоков, помещаемых на подготовленную охраняемую территорию.